# The Great Man

The Great Man est un film américain réalisé par José Ferrer et sorti en 1956.

## Synopsis
Le film est un hommage en demi-teinte à l'animateur de télé (fictif) Herb Fuller, vedette disparue dans un accident de voiture, dont l'image publique et l'immense popularité contrastent avec sa vie privée et son comportement en plateau. On retrouve dans ce film de nombreuses allusions à une vedette des années 1950, Arthur Godfrey : sa liaison avec la présentatrice de son émission, ses relations ambiguës avec le leader d'un groupe chantant dans son émission, ou la Fuller Family, allusion transparente aux Little Godfreys.

## Fiche technique
- Réalisation : José Ferrer
- Scénario : adapté d'un roman d'Al Morgan
- Photographie : Harold Lipstein
- Musique : Herman Stein, Henry Mancini
- Producteur : Aaron Rosenberg
- Société de production : Universal Pictures
- Durée : 98 minutes
- Date de sortie : décembre 1956

## Distribution
- José Ferrer : Joe Harris
- Dean Jagger : Philip Carleton
- Keenan Wynn : Sid Moore
- Julie London : Carol Larson
- Joanne Gilbert : Ginny, Harris's secretary
- Ed Wynn : Paul Beaseley
- Jim Backus : Nick Cellantano
- Russ Morgan : Eddie Brand
- Edward Platt : Dr O'Connor (as Edward C. Platt)
- Robert Foulk : Mike Jackson, radio engineer
- Lyle Talbot : Harry Connors
- Vinton Hayworth : Charley Carruthers
- Henny Backus : Mrs. Rieber
- Janie Alexander : Mary Browne
- Vikki Dougan : Marcia

## Récompenses et distinctions
Nominations
- Ed Wynn est nommé dans la catégorie meilleur acteur étranger pour le rôle de Paul Beaseley, lors de la 11e cérémonie des British Academy Film Awards.